# U sao bào lông
U sao bào lông là một dạng u não, đa số trường hợp xảy ra ở trẻ em hay thanh thiếu niên (từ 20 tuổi trở xuống). U thường xuất hiện ở vùng tiểu não, gần cuống não, vùng dưới đồi, giao thoa thị giác; ngoài ra cũng có thể xuất hiện ở các vị trí khác có sao bào hiện diện, chẳng hạn như đại não hay tủy sống. Các khối u thường phát triển chậm và lành tính.